# Mahindra Electric
Mahindra Electric Mobility Ltd., früher Reva Electric Car Company, ist ein indisches Unternehmen mit Hauptsitz in Bengaluru, das kompakte Elektrofahrzeuge entwirft und herstellt. Das erste Automodell der Firma war das Elektroauto REVAi, das in 26 verschiedenen Ländern erhältlich ist und laut den letzten offiziellen Zahlen von 2011  in zwei verschiedenen Varianten mehr als 4000-mal verkauft wurde. Im Mai 2010 übernahm der Mischkonzern Mahindra & Mahindra das Unternehmen. Nach der Übernahme führte das Unternehmen im Jahr 2013 die Elektro-Kombilimousine e2o ein. Heutzutage verkauft die Firma Elektrofahrzeuge in verschiedenen Marktsegmenten: die Kombilimousine e2oPlus City Smart, die eVerito Limousine, das Nutzfahrzeug eSupro (für Passagiere und Fracht) sowie die Elektro-Autorikscha eAlfa.
Im Jahr 2013 stufte das amerikanische Wirtschaftsmagazin Fast Company Mahindra Electric Mobility als eines der 50 innovativsten Unternehmen der Welt ein.

## Geschichte
Das Unternehmen Reva Electric Car Company (RECC) wurde 1994 von Chetan Maini als Joint Venture zwischen der Maini Group aus Bengaluru in Indien und Amerigon Electric Vehicle Technologies aus den USA gegründet. Der alleinige Zweck des Unternehmens war es, ein preiswertes, kompaktes Elektrofahrzeug zu entwickeln und herzustellen. RECC brachte den REVA 2001 auf den Markt.
REVA ist ein Akronym für englisch Revolutionary Electric Vehicle Alternative (dt. revolutionäre Elektrofahrzeug-Alternative).
RECC arbeitete zusammen mit Zulieferern, um Teile für den REVA zu entwickeln. Curtis Instruments, Inc. aus den USA entwickelte ein Steuergerät speziell für das Auto, Tudor India Limited lieferte maßgeschneiderte Batterien der Firma Prestolite für den High-Tech-Akkusatz, und das Ladegerät für den REVA wurde von Modular Power Systems (MPS) aus den USA entwickelt. Später produzierte RECC aber gemeinsam mit MPS und der Maini Group ein eigenes Ladegerät für den REVA.
Im Jahr 2004 vereinbarte GoinGreen aus England mit RECC, den REVA unter dem Markennamen G-Wiz zu importieren und auf den Markt zu bringen.
2008 kam eine Produktaktualisierung unter dem Namen REVAi auf den Markt. Die Produktion einer Lithium-Ionen-Variante namens REVA L-ion startete 2009.  
Auf der IAA 2009 in Frankfurt am Main wurden die zukünftigen Modelle Reva NXR und Reva NXG präsentiert.  Während der Messe gaben Reva und General Motors India eine technische Zusammenarbeit zur Entwicklung eines kostengünstigen Elektrofahrzeugs für den indischen Markt bekannt.    Daraufhin kündigte General Motors India auf der Auto Expo 2010 in Neu-Delhi eine Elektroversion der Kombilimousine Chevrolet Spark mit dem Namen e-Spark an. Reva sollte dafür die Batterietechnik bereitstellen.
Am 26. Mai 2010 erwarb Mahindra & Mahindra, der größte SUV- und Traktorhersteller Indiens, eine Mehrheitsbeteiligung von 55,2 Prozent an Reva Electric Car Company. Nach dem Deal wurde das Unternehmen in Mahindra Reva Electric Vehicle Company umbenannt.  Pawan Goenka, President des Bereichs Automobilwirtschaft bei Mahindra, wurde zum Chairman der neuen Firma ernannt. Aufgrund des Eigentümerwechsels stieg General Motors aus der e-Spark-Kooperation mit Reva aus.
Im Februar 2011 gab GoinGreen, Alleinimporteur des G-Wiz für Großbritannien, bekannt, das Modell werde nicht mehr am Lager geführt, aber auf Wunsch noch lieferbar sein. Dabei solle die Durchlaufzeit vier bis sechs Wochen betragen.
Das Unternehmen wurde 2016 in Mahindra Electric Mobility Ltd. umfirmiert, um neben der Fahrzeugherstellung auch die Entwicklung von Antriebssträngen und integrierten Mobilitätslösungen als Geschäftsbereich widerspiegeln zu können.

## REVA-Modelle i und L-ion

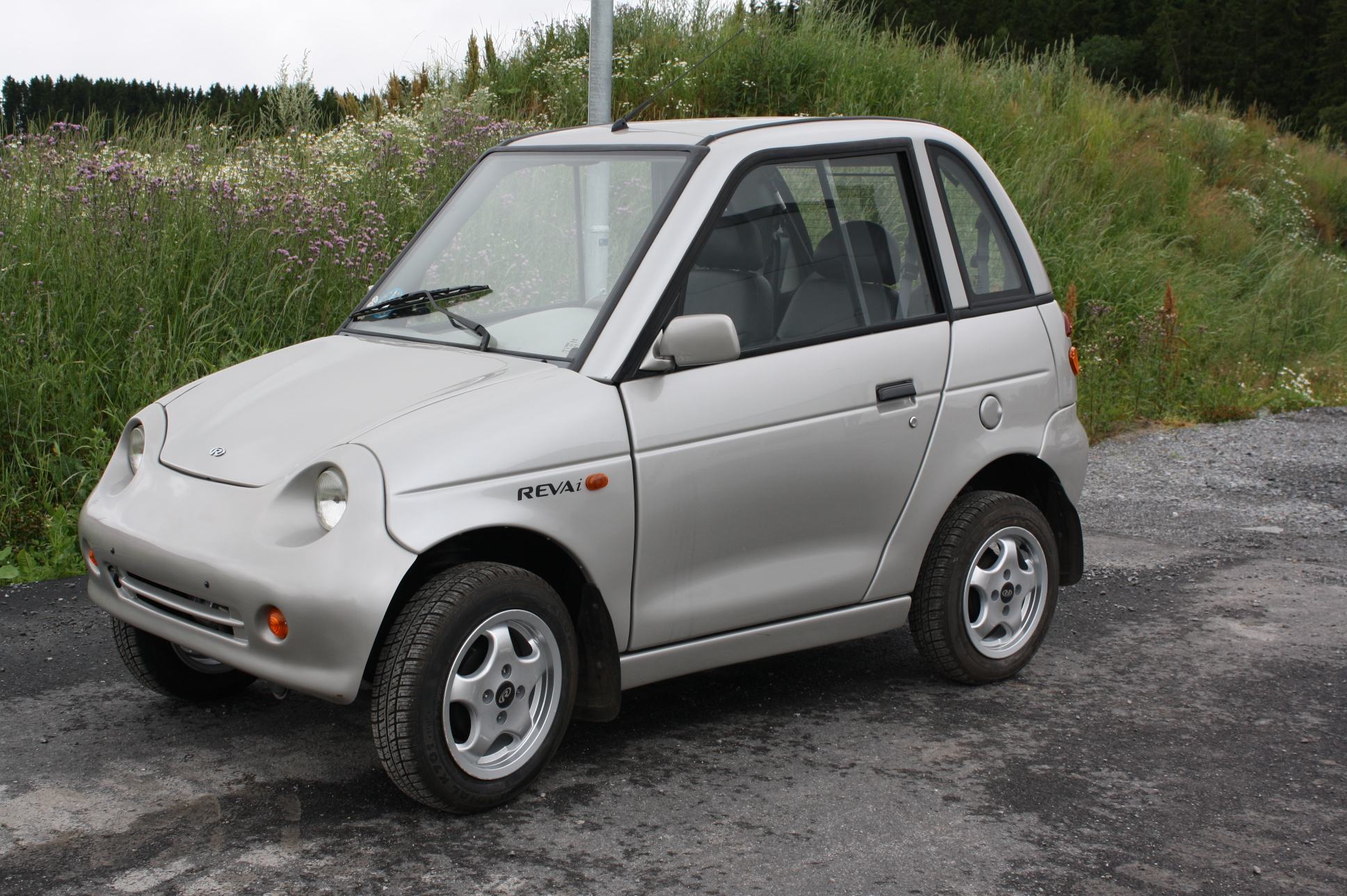
REVAi/REVA L-ion Ansicht von schräg vorne

Zwischen den Jahren 2001 und 2012 stellte Mahindra Electric (damals noch Mahindra Reva Electric Vehicles) zwei Varianten des Elektro-Leichtfahrzeuges REVAi her. Die Modelle i und L-ion[4] sind zweitürige Leichtfahrzeuge mit Heckklappe, 2,60 Meter lang, 1,30 Meter breit und 1,50 Meter hoch. Der REVAi ist mit Bleiakkumulatoren ausgestattet und der REVA L-ion mit Lithium-Ionen-Akkumulatoren. Beide Modelle sind für zwei Erwachsene und zwei Kinder (im Fond) ausgelegt. Die Rücksitze können umgelegt werden, so dass ein Gepäckraum entsteht. Die maximale Zuladung beträgt 275 Kilogramm.

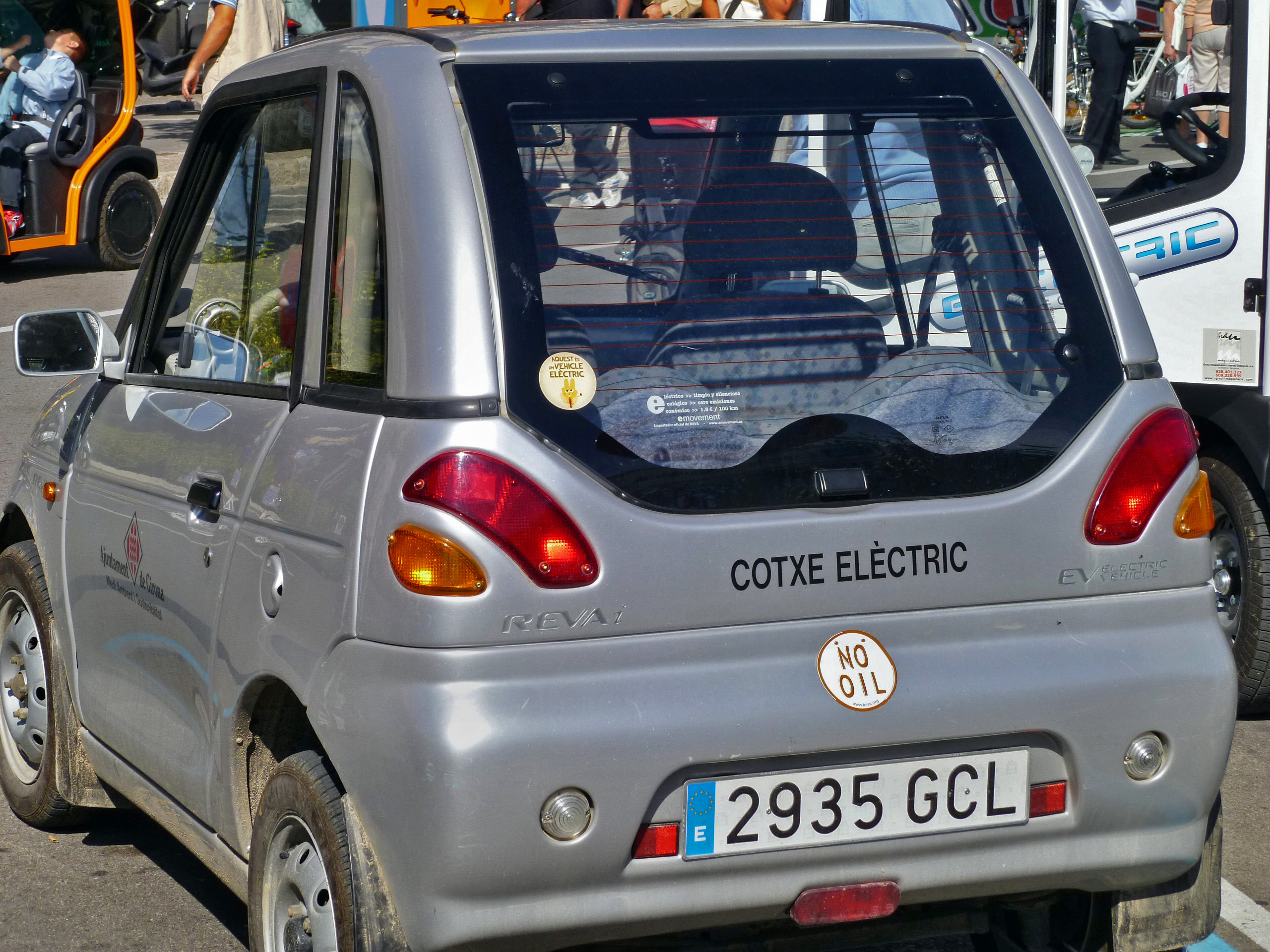
REVAi/REVA L-ion Heck

Die Stromversorgung besteht aus acht 6-Volt-Bleiakkumulatoren, zu je 200 Ah, die – in Reihe geschaltet – eine Fahrspannung von 48 Volt bereitstellen. Durch ein 350-Ampere-Steuergerät fließt die Energie zu einem AC-Servomotor mit 6 kW (8,2 PS) Nennleistung. Die Spitzenleistung liegt bei 13,1 kW (17,5 PS) bei Bleiakkumulatoren und 14,5 kW (19,7 PS) bei Lithium-Ionen-Akkumulatoren. Beim Betätigen des Bremspedals fließen abhängig von der Geschwindigkeit etwa 30 A bis 170 A zurück in den Akkumulator (Rekuperation).
|                            | Modell i                                                | Modell L-ion                                            |
| -------------------------- | ------------------------------------------------------- | ------------------------------------------------------- |
| Elektromotor               | 13 kW AC-Servomotor                                     | 14,5 kW AC-Servomotor                                   |
| Ladegerät                  | max. 2,2 kW eingebaut                                   | max. 2,2 kW eingebaut                                   |
| Ladekabel                  | Standardkabel für 230 V/10 A/15 A Steckdose umschaltbar | Standardkabel für 230 V/10 A/15 A Steckdose umschaltbar |
| Ladezeit                   | 8 Stunden (100 %)                                       | 6 Stunden                                               |
| Spannung                   | 48 V                                                    | 50,2 V                                                  |
| Gewicht                    | 565 kg                                                  | 425 kg                                                  |
| Kapazität                  | 200 Ah (9,6 kWh)                                        |                                                         |
| Einbauort des Akkumulators | unter den Vordersitzen                                  | unter den Vordersitzen                                  |
| Reichweite                 | 80 km                                                   | 120 km                                                  |
| Höchstgeschwindigkeit      | 80 km/h                                                 | 120 km/h                                                |

Der REVA ging 2001 in Indien auf den Markt und war auch in den folgenden Ländern erhältlich: Bhutan, Brasilien, Chile, Costa Rice, Deutschland, Frankreich, Griechenland, Irland, Island, Japan, Kolumbien, Malta, Monaco, Nepal, Norfolkinsel, Norwegen, Peru, den Philippinen, Portugal, Spanien, Sri Lanka, Ungarn und Zypern. Der REVA ist von den meisten europäischen Crashtest-Regeln ausgenommen, da er aufgrund seines geringen Gewichts und seiner geringen Leistung nicht in die EU-Fahrzeugklasse M1 (Automobile), sondern in die Fahrzeugklasse L7e (schwere vierrädrige Kraftfahrzeuge) eingestuft wird.
Die beiden Modelle konnten auch in die Vereinigten Staaten exportiert werden, falls sie einen Geschwindigkeitsbegrenzer zur Benutzung als Neighborhood Electric Vehicle (NEV) bekamen.
Mit insgesamt 3000 (5/07) verkauften Exemplaren lieferte sich der REVA mit dem CityEL mit 6000 (Stand: September 2008) Verkäufen ein Duell um das meistverkaufte Elektroauto. Spätestens 2011 ist er in dieser Kategorie vom Nissan Leaf abgelöst worden. Sehr beliebt ist der REVA auch in London, wo man damit keine Congestion Charge zahlen muss. Den unterschiedlichen Kundengruppen hat der Hersteller mit über 2000 Ausstattungs- und Farbvarianten für ein maßgeschneidertes Gefährt entgegenzukommen versucht.

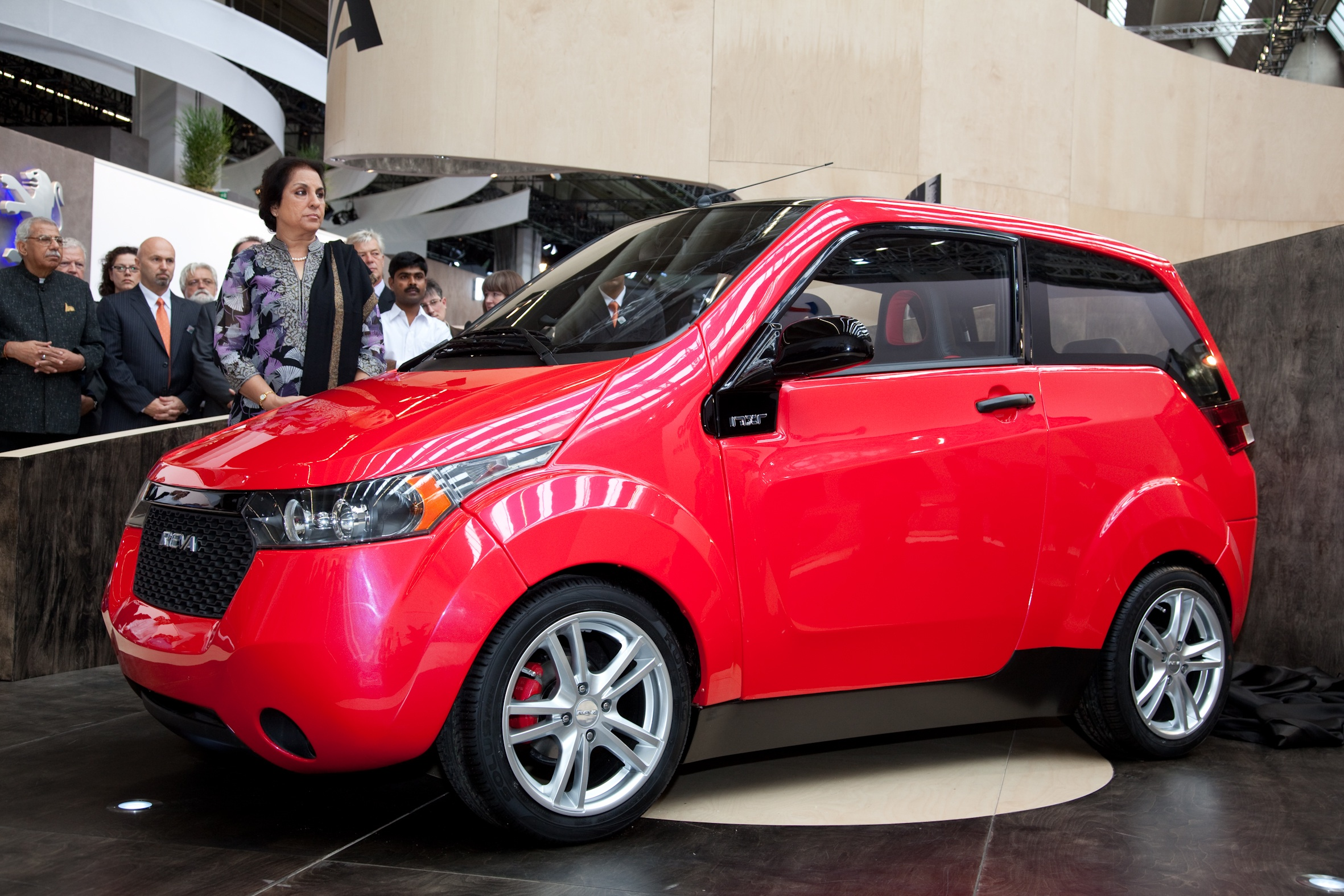
Ein REVA-NXR auf der IAA 2009 in Frankfurt am Main

Der Vertrieb in Deutschland wurde im Mai 2009 von Smiles in Aub bei Würzburg als Generalimporteur übernommen. Die Smiles AG war ebenfalls Hersteller des Modells CityEL. Die Preisspanne begann bei zirka 13.000 Euro für die Standard-Version mit Bleiakkumulatoren und reichte bis zirka 23.000 Euro für die Deluxe-Version mit Lithium-Akkumulatoren.
Kritik von Top Gear
Das britische Automagazin Top Gear hat immer wieder den G-Wiz, wie der REVAi in Großbritannien genannt wird, scharf kritisiert und verspottet. Ein von Top Gear beauftragter Crashtest, der 2007 nach dem Euro-NCAP-Standard durchgeführt wurde, zeigte, dass Insassen bei einem Unfall mit einer Geschwindigkeit von 64 km/h schwere oder lebensbedrohliche Verletzungen erleiden würden.   Nachdem die Ergebnisse des umstrittenen Crashtests bekannt gegeben wurden, gingen die Verkäufe des G-Wiz kurzfristig um zwei Drittel zurück.
Top Gear wählte den G-Wiz zum schlechtesten Auto des Jahres 2007.  Das Magazin stufte ihn außerdem im Oktober 2013 als drittschlechtestes Auto der letzten 20 Jahre ein, weil er hässlich, schlecht gemacht und gefährlich sei.
In der gleichnamigen Sendung ist der G-Wiz auf vielfache Weise zerstört worden. Zum Beispiel wurde er im Dezember 2007 in die Luft gesprengt.  Jeremy Clarkson, Richard Hammond und James May, ehemalige Moderatoren von Top Gear, haben diese Tradition in ihrer neuen Sendung The Grand Tour weitergeführt: Im Dezember 2016 wurden in einem Spiel Schiffe versenken zwischen Hammond und May mehrere G-Wiz-Fahrzeuge abgeschossen und dabei zerstört.
Die Modelle NXG und NXR
Die Nachfolgemodelle des i und L-ion sind der REVA-NXG (2-Sitzer mit Targadach-Fließheck) und der REVA-NXR (Viersitzer-Limousine mit Steilheck) in den Varianten City mit Blei-Gel-Akkumulatoren und Intercity mit Lithium-Ionen-Akkumulatoren.
Reva präsentierte den REVA-NXG, ein zweisitziges Roadster-Konzeptfahrzeug mit einer Nennreichweite von 200 km pro Ladung und einer Höchstgeschwindigkeit von 120 km/h, im Jahr 2005.
Im Dezember 2010 lief die Großserie des Modells NXR im Fahrzeugwerk in Bengaluru an. Vorgesehen war eine Stückzahl von zunächst 30.000 pro Jahr.

## Mahindra e20
Die Kombilimousine Mahindra, vormals der REVA-NXR, ist ein Elektro-Kleinstwagen, der von der Mahindra Group hergestellt wurde. Der e2o ist der Nachfolger des REVAi und wurde mit der Elektro-Technologie von REVA entwickelt. Die Produktion war ursprünglich für Ende 2010, Lieferungen für Anfang 2011 und die Exportproduktion für 2012 geplant. Der e2o wurde im März 2013 zu einem Preis von 596.000 Rupien (10.000 Euro) mit einer staatlichen Subvention von 29 % vom Unionsterritorium Delhi in Indien auf den Markt gebracht. Er wurde auch in Mumbai, Bengaluru, Pune, Ahmedabad, Hyderabad, Chandigarh und Kochi eingeführt. Mahindra brachte das Fahrzeug im April 2016 auch in Großbritannien auf den Markt, zog sich aber später, im Mai 2017, vom Markt zurück.
Das Auto verfügt über einen Lithium-Ionen-Akku, der fünf Stunden zum Aufladen benötigt. Mit einem Gewicht von 830 kg bietet es eine Reichweite von 100 km und einer Höchstgeschwindigkeit von 90 km/h. Das Produkt wurde 2016 nach der Markteinführung des viertürigen Nachfolgers vom Markt genommen.

## Zukunftspläne
Auf der Auto Expo 2018 in Delhi wurden fünf neue Konzeptfahrzeuge und Modelle  sowie die neue Elektrofahrzeug-Architektur MESMA vorgestellt.   Der Name steht für Mahindra Electric Scalable Modular Architecture und bietet mit 380 Volt einen stärkeren Antrieb, als für den indischen Markt üblich ist. Diese Architektur sollte die Reichweite von künftigen Modellen auf über 390 km erhöhen.
Im April 2018 machte Mahindra Electric ein Pilotprojekt in Hyderabad bekannt, in dem die Elektro-Limousine eVerito in den indischen Taxidienst Meru integriert werden sollte. Meru und Mahindra Electric haben vor, dieses Projekt in anderen indischen Städten durchzuführen.
Nach einem Wirtschaftsgipfel im indischen Bundesstaat Maharashtra unterschrieb Mahindra Electric eine Absichtserklärung mit der Landesregierung und verpflichtete sich 5 Milliarden Rupien (62 Millionen €) in die Herstellung von Elektrofahrzeugen zu investieren.   Außerdem sollte das Unternehmen innerhalb von einem Jahr in Zusammenarbeit mit der Regierung, Taxidiensten und Logistikpartnern 1000 Elektrofahrzeuge auf die Straßen bringen.

## Mahindra Electric und die FIA-Formel-E-Meisterschaft
Mahindra Electric präsentierte 2014 ein Auto für die FIA-Formel-E-Meisterschaft auf der Auto Expo in Delhi. Das Mahindra-Team arbeitete eng mit dem Mahindra-Racing-Team zusammen, der Rennsport-Abteilung der Mahindra-Konzern um die Autos rechtzeitig für die erste FIA-Formel-E-Meisterschaft fertigzustellen. Die Meisterschaft fand im September 2014 in Peking statt und Mahindra Racing war das einzige indische Rennsport-Team, das an der ersten Formel-E-Meisterschaft teilnahm. Nach der ersten, erfolgreichen Meisterschaft prüfte Mahindra Racing die Möglichkeit, die rein elektrische Rennserie für die Saison 2016–2017 nach Indien zu bringen. Aktuell ist aber sogar eine Austragung in Indien in der Saison 2019 unwahrscheinlich.
Mit dem Engagement in der Formel-E möchte Mahindra Electric nicht nur Fuß in der globalen E-Racing-Szene fassen, sondern auch die Erfahrung und Technologie, die für die Formel-E-Autos nötig sind, in sportlichen Fahrzeugen nutzen, in denen normalerweise leistungsstarke Verbrennungsmotoren zu finden sind.